# زين العارف
زائينال عريف (بالإندونيسية: Zaenal Arief)‏، من مواليد 3 يناير 1981 في قاروت في أندونيسيا، لاعب كرة قدم أندونيسي.
بدأ مسيرته الكروية مع نادي برسيغار قاروت في موسم 1997/1998، وفي موسم 1999/2000 انتقل إلى نادي برسيب باندونغ، وفي عام 2000 انتقل إلى نادي برسيتا تانغرانغ، ولعب معهم حتى عام 2005، ومنذ عام 2006 وهو يلعب مع نادي برسيب باندونغ.
و قد بدأ باللعب مع منتخب أندونيسيا لكرة القدم في عام 2002.

## روابط خارجية
- زين العارف على موقع قاعدة بيانات كرة القدم.إي يو (الإنجليزية)
- زين العارف على موقع ناشيونال فوتبول تيمز (الإنجليزية)
- زين العارف على موقع Soccerway.com (الإنجليزية)
- زين العارف على موقع كووورة